# Antonio Gómez Cros

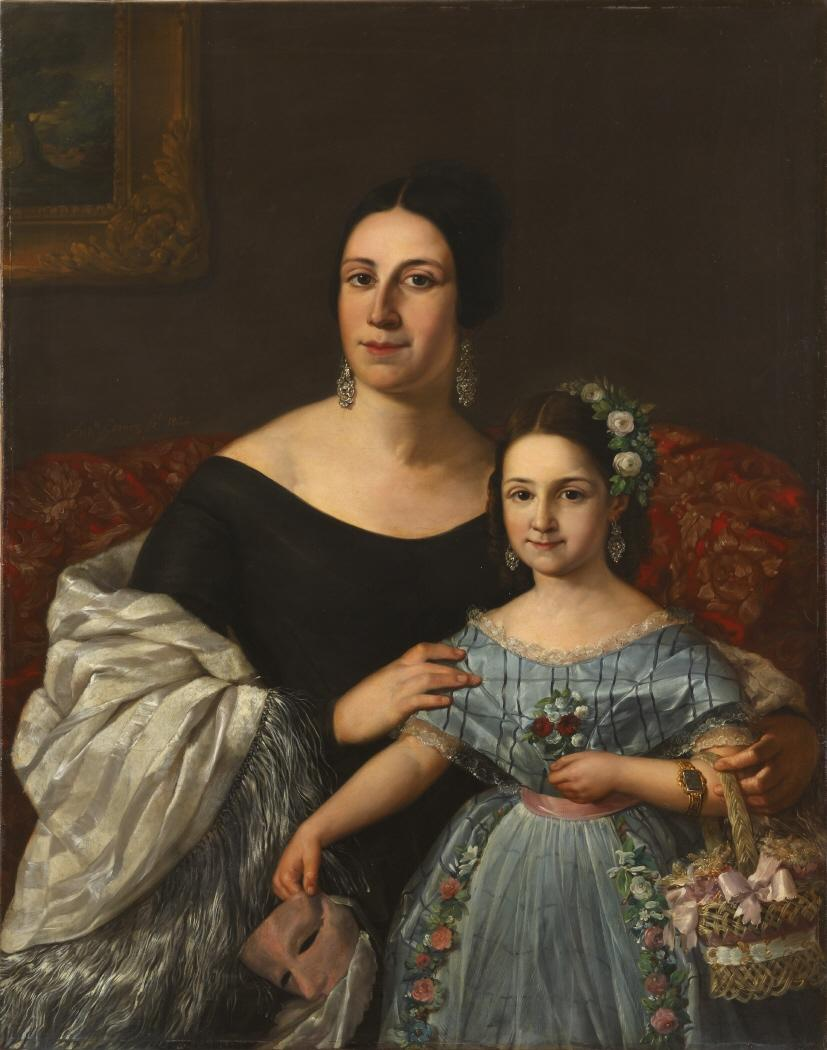
Cecilia Rodríguez Prieto y su hija Margarita de la Sotilla, 1844, óleo sobre lienzo, 106 x 83,2 cm. Madrid, Museo del Romanticismo.

Antonio Gómez Cros (Valencia, 1809-Madrid, 17 de febrero de 1863) fue un pintor, litógrafo e ilustrador español. 

## Biografía
Nació en 1809 en Valencia. Pintor del Romanticismo inicial con influencia clásica, fue discípulo de Vicente López en la Academia de San Fernando. Especializado en pintura de historia, destacan en este orden el Episodio de degollación de los inocentes (1855, Museo del Prado) presentado en la Exposición Nacional de Bellas Artes de 1856, los óleos dedicados a la historia de Hernán Cortés y la conquista de México (Museo del Prado y Biblioteca Museo Víctor Balaguer) y el Nacimiento de Venus presentado a la Exposición Nacional de 1860. En 1846 fue nombrado pintor honorario de cámara de Isabel II. Como retratista fue seguidor de su maestro, con obras en este género como los retratos de Manuel Bretón de los Herreros y de Cecilia Rodríguez Prieto y su hija (1844), ambos conservados en el Museo del Romanticismo, o el retrato de Leandro Fernández Moratín, copia de Goya, de la Biblioteca Nacional de España.